# Collada del Reboller
La Collada del Reboller és una collada situada a 1.652,9 m alt del terme comunal de Prats de Molló i la Presta, de la comarca del Vallespir, a la Catalunya del Nord.
És al centre de la zona nord-oest del terme de Prats de Molló i la Presta, a l'est de la Collada Gran i al nord-oest del Coll Moixer.